# پینکستون
پینکستون (به انگلیسی: Pinxton) یک روستا و محله مدنی در بریتانیا است که در منطقه بالسوور واقع شده‌است. پینکستون ۵٬۶۹۹ نفر جمعیت دارد.